# Burdynówka
Burdynówka ([pronunciación en polaco: /burdɨˈnufka/]) es un pueblo en el distrito administrativo de Gmina Złoczew, dentro del condado de Sieradz, voivodato de Łódź, en el centro de Polonia. Se encuentra aproximadamente 5 kilómetros al este de Złoczew, 22 kilómetros al sur de Sieradz, y 69 kilómetros al suroeste de la capital regional, Łódź. 